# Episodi di Casualty (diciannovesima stagione)
La diciannovesima stagione della serie televisiva Casualty è stata trasmessa in anteprima nel Regno Unito da BBC One tra l'11 settembre 2004 e il 20 agosto 2005.
| nº | Titolo originale                      | Titolo italiano | Prima TV UK       | Prima TV Italia |
| -- | ------------------------------------- | --------------- | ----------------- | --------------- |
| 1  | The Ties That Bind Us (Part 1)        |                 | 11 settembre 2004 |                 |
| 2  | The Ties That Bind Us (Part 2)        |                 | 12 settembre 2004 |                 |
| 3  | Out with a Bang                       |                 | 18 settembre 2004 |                 |
| 4  | Love's Labours... Lost                |                 | 25 settembre 2004 |                 |
| 5  | Facing Up                             |                 | 2 ottobre 2004    |                 |
| 6  | A Life Lost                           |                 | 9 ottobre 2004    |                 |
| 7  | When the Devil Drives                 |                 | 16 ottobre 2004   |                 |
| 8  | Three's a Crowd                       |                 | 23 ottobre 2004   |                 |
| 9  | Little White Lies                     |                 | 30 ottobre 2004   |                 |
| 10 | Dangerous Games                       |                 | 6 novembre 2004   |                 |
| 11 | Horses for Courses                    |                 | 13 novembre 2004  |                 |
| 12 | Past Imperfect                        |                 | 20 novembre 2004  |                 |
| 13 | Responsibility                        |                 | 27 novembre 2004  |                 |
| 14 | Love Bites                            |                 | 4 dicembre 2004   |                 |
| 15 | Who Knows Best                        |                 | 18 dicembre 2004  |                 |
| 16 | Forsaking All Others                  |                 | 19 dicembre 2004  |                 |
| 17 | Casualty @ Holby City (Part 1)        |                 | 26 dicembre 2004  |                 |
| 18 | Secrets That We Keep                  |                 | 1º gennaio 2005   |                 |
| 19 | Fathers, Mothers, Daughters, Brothers |                 | 8 gennaio 2005    |                 |
| 20 | First Do No Harm                      |                 | 15 gennaio 2005   |                 |
| 21 | Thrown Out                            |                 | 22 gennaio 2005   |                 |
| 22 | The Cost of Honesty                   |                 | 29 gennaio 2005   |                 |
| 23 | Truth Will Out                        |                 | 5 febbraio 2005   |                 |
| 24 | Hoping, Wishing, Longing              |                 | 19 febbraio 2005  |                 |
| 25 | Naming Names                          |                 | 26 febbraio 2005  |                 |
| 26 | Boys Don't Cry                        |                 | 5 marzo 2005      |                 |
| 27 | Family Day                            |                 | 13 marzo 2005     |                 |
| 28 | Animals                               |                 | 19 marzo 2005     |                 |
| 29 | Forbidden Love                        |                 | 20 marzo 2005     |                 |
| 30 | And on That Farm                      |                 | 26 marzo 2005     |                 |
| 31 | Running out of Kisses                 |                 | 2 aprile 2005     |                 |
| 32 | In the Dark                           |                 | 9 aprile 2005     |                 |
| 33 | Cops and Robbers                      |                 | 16 aprile 2005    |                 |
| 34 | Sweet Revenge                         |                 | 23 aprile 2005    |                 |
| 35 | Desperate Measures                    |                 | 30 aprile 2005    |                 |
| 36 | A Question of Loyalty                 |                 | 7 maggio 2005     |                 |
| 37 | Fat Chance                            |                 | 14 maggio 2005    |                 |
| 38 | Truth and Consequences                |                 | 4 giugno 2005     |                 |
| 39 | Baby Love                             |                 | 11 giugno 2005    |                 |
| 40 | Swallowers                            |                 | 18 giugno 2005    |                 |
| 41 | The Long Goodbye                      |                 | 25 giugno 2005    |                 |
| 42 | A Father's Love                       |                 | 9 luglio 2005     |                 |
| 43 | There Are Worse Things I Could Do     |                 | 16 luglio 2005    |                 |
| 44 | Brief Encounters                      |                 | 23 luglio 2005    |                 |
| 45 | Aftermath                             |                 | 30 luglio 2005    |                 |
| 46 | You Need Friends                      |                 | 6 agosto 2005     |                 |
| 47 | Smoke & Mirrors                       |                 | 13 agosto 2005    |                 |
| 48 | Truth, Lies & Videotape               |                 | 20 agosto 2005    |                 |